# Scopula nigralba
Scopula nigralba är en fjärilsart som beskrevs av Claude Herbulot 1978. Scopula nigralba ingår i släktet Scopula och familjen mätare. Inga underarter finns listade.